# Wae Ireoni?
Wae Ireoni ("왜이러니", "Why Are You Being Like This?") là một bài hát của nhóm nhạc nữ Hàn Quốc T-ara. Nó là bài hát mở đầu trong album Temptastic (2010). Bài hát đánh dấu sự xuất hiện lần đầu tiên của thành viên thứ 7 của nhóm Hwayoung. Bài hát được sản xuất bởi Yangpa, Kim Do hoon và Lee Sang-ho, bài hát lấy bối cảnh giống những năm 1980 và có sử dụng guitar điện trong giai điệu.
Bài hát đạt vị trí số 4 trên bảng xếp hạng Gaon hàng tuần, thứ 9 trong bảng xếp hạng hàng tháng, và thứ 155 trong bảng xếp hạng hàng năm với 1,058,623 bản được bán ra.
MV của "Wae Ireoni", được đạo diễn bởi Lee Dae-jin, mô tả nhóm tham gia một bữa tiệc, các thành viên khích lệ Jiyeon đến gần với người yêu của cô.

## Music video
Video âm nhạc của "Wae Ireoni" ra mắt vào ngày 23 tháng 11 năm 2010 cùng ngày với đĩa đơn được phát hành. Đạo diễn của MV là Lee Dae-jin, và vũ đạo được biên đạo bởi YAMA&HOTCHICKS.

### Nội dung
Video bắt đầu với thành viên Jiyeon đi về phía một tấm gương trong khi điệp khúc của " Wae Ireoni " đang chạy nền. Các thành viên Hyomin, Qri, Soyeon và Boram đi bộ lên cầu thang gia nhập vào một bữa tiệc. Jiyeon được cả nhóm kéo vào tham gia, họ trang điểm và hát trước gương. Một trong những vị khách được bịt mắt (có thể là người yêu của Jiyeon) trong một trò chơi với nhiều người vây xung quanh. Jiyeon được EunJung cố tình đẩy vào anh ta, cô ấy tỏ ra xấu hổ, ngượng ngùng. MV tiếp diễn với hình ảnh Jiyeon tiếp tục thân mật với vị khách trong khi những người xung quanh tiếp tục nhảy múa. Video kết thúc với hình ảnh T-ara đi bộ qua hành lang tòa nhà, tay trong tay vui vẻ cười đùa với nhau.

## Trình diễn Live
T-ara bắt đầu quảng bá cho mini-album Temptastic ngày 03 tháng 12 năm 2010, biểu diễn "Wae Ireoni" cùng Yayaya trên KBS Music Bank. Nhóm biểu diễn trên các sân khấu M! Countdown, Music Bank, Show! Music Core, và Inkigayo trong bảy tuần, chương trình quảng bá kết thúc ngày 16 tháng 1 năm 2011 trên Inkigayo. Ngày 09 tháng 12 trên M! Countdown, T-ara đã nhận được giải thưởng đầu tiên cho "Wae Ireoni".
Trong thời gian biểu diễn này, ban đầu bộ trang phục biểu diễn của T-ara không tuân thủ đúng quy định trang phục trong các chương trình âm nhạc do mặc quần short ngắn. Nhân viên của họ phải vội vàng ra ngoài và mua thêm vớ, xà cạp vào phút chót.

## Danh sách bài hát
- Digital download[1]

1. "Wae Ireoni" (왜 이러니, "Why Are You Being Like This?") – 4:00

## Xếp hạng
| Xếp hạng (2010)               | Vị trí cao nhất |
| ----------------------------- | --------------- |
| Gaon Bảng xếp hạng hàng tuần  | 4               |
| Gaon Bảng xếp hạng hàng tháng | 16              |
| Gaon Bảng xếp hạng hàng năm   | 155             |